# Championnats d'Europe de slalom (canoë-kayak) 2020
Navigation
2019 2021
Les championnats d'Europe de slalom de canoë-kayak 2020 se déroulent au Prague-Troja Canoeing Centre de Prague (Tchéquie) du 18 au 20 septembre 2020. 
La compétition devait initialement se dérouler à Londres (Royaume-Uni) du 15 au 17 mai 2020, mais l'Association européenne de canoë annule puis reporte la compétition en raison de la pandémie de Covid-19,.
Plusieurs délégations refusent de se déplacer en raison de la situation sanitaire, comme l'Allemagne, la Grande-Bretagne ou encore la Slovaquie.

## Résultats

### Hommes

#### Canoë
| Épreuves                    | Or                                                | Or     | Argent                                           | Argent | Bronze                                                | Bronze |
| --------------------------- | ------------------------------------------------- | ------ | ------------------------------------------------ | ------ | ----------------------------------------------------- | ------ |
| Canoë monoplace par équipes | Slovénie Benjamin Savšek Luka Božič Jure Lenarčič | 120.43 | Irlande Liam Jegou Robert Hendrick Jake Cochrane | 135.83 | Pologne Grzegorz Hedwig Kacper Sztuba Szymon Zawadzki | 150.58 |
| Canoë monoplace             | Slovénie Benjamin Savšek                          | 104.90 | Tchéquie Lukáš Rohan                             | 108.66 | Tchéquie Václav Chaloupka                             | 109.52 |

#### Kayak
| Épreuves                    | Or                                               | Or     | Argent                                               | Argent | Bronze                                         | Bronze |
| --------------------------- | ------------------------------------------------ | ------ | ---------------------------------------------------- | ------ | ---------------------------------------------- | ------ |
| Kayak monoplace par équipes | France Boris Neveu Quentin Burgi Mathurin Madoré | 110.93 | Tchéquie Jiří Prskavec Vít Přindiš Vavřinec Hradilek | 112.38 | Suisse Martin Dougoud Lukas Werro Dimitri Marx | 114.14 |
| Kayak monoplace             | Tchéquie Jiří Prskavec                           | 97.97  | Slovénie Peter Kauzer                                | 98.49  | Pologne Mateusz Polaczyk                       | 99.06  |

### Dames

#### Canoë
| Épreuves                    | Or                                                        | Or     | Argent                                            | Argent | Bronze                                         | Bronze |
| --------------------------- | --------------------------------------------------------- | ------ | ------------------------------------------------- | ------ | ---------------------------------------------- | ------ |
| Canoë monoplace par équipes | Tchéquie Tereza Fišerová Gabriela Satková Tereza Kneblová | 139.11 | Slovénie Alja Kozorog Eva Alina Hočevar Lea Novak | 164.07 | France Lucie Baudu Claire Jacquet Lucie Prioux | 210.44 |
| Canoë monoplace             | Tchéquie Gabriela Satková                                 | 121.75 | Tchéquie Tereza Fišerová                          | 122.05 | France Lucie Prioux                            | 130.03 |

#### Kayak
| Épreuves                    | Or                                                            | Or     | Argent                                               | Argent | Bronze                                                     | Bronze |
| --------------------------- | ------------------------------------------------------------- | ------ | ---------------------------------------------------- | ------ | ---------------------------------------------------------- | ------ |
| Kayak monoplace par équipes | Tchéquie Kateřina Kudějová Veronika Vojtová Antonie Galušková | 139.64 | France Camille Prigent Lucie Baudu Marjorie Delassus | 140.67 | Autriche Corinna Kuhnle Nina Weratschnig Antonia Oschmautz | 145.47 |
| Kayak monoplace             | Tchéquie Kateřina Kudějová                                    | 112.71 | France Camille Prigent                               | 114.61 | Tchéquie Amálie Hilgertová                                 | 115.43 |

## Tableau des médailles
| Rang  | Nation   | Or | Argent | Bronze | Total |
| ----- | -------- | -- | ------ | ------ | ----- |
| 1     | Tchéquie | 5  | 3      | 2      | 10    |
| 2     | Slovénie | 2  | 2      | 0      | 4     |
| 3     | France   | 1  | 2      | 2      | 5     |
| 4     | Irlande  | 0  | 1      | 0      | 1     |
| 5     | Pologne  | 0  | 0      | 2      | 2     |
| 6     | Autriche | 0  | 0      | 1      | 1     |
| 6     | Suisse   | 0  | 0      | 1      | 1     |
| Total | Total    | 8  | 8      | 8      | 24    |